# Alps Hockey League
L'Alps Hockey League (acronimo AHL) è una Lega di hockey su ghiaccio dell'Europa centrale, fondata nel 2016. La Lega è formata da rappresentative della Federazione austriaca (paese dove la AHL ha sede), italiana, slovena e, dal 2024, croata.
Il campionato è di fatto il secondo livello della ICE Hockey League, ambedue i tornei sono infatti organizzati dallo stesso ente.

## Storia

### Fondazione
La Lega è nata nella primavera del 2016, dalla fusione della Inter-National-League (la seconda divisione del campionato austriaco) e della Serie A italiana. Alle compagini austriache precedentemente iscritte in INL, si è unita anche una delle 3 squadre slovene iscritte nell'ultimo torneo INL, l'HDD Jesenice. A queste si sono uniti altri 2 team austriaci (farm-team di rappresentative militanti nella EBEL, il massimo campionato austriaco). I team italiani hanno aderito in blocco, ad eccezione del Valpellice, non iscrittosi per problemi finanziari. Al torneo, la FISG aveva dato la possibilità d'iscriversi anche alla vincente della Serie B 2015/16 ma a fare richiesta d'iscrizione alla AHL sarà il team dell'HC Neumarkt, che aveva chiuso al terzo posto l'ultimo torneo di serie B ma che tuttavia aveva vinto la INL due anni prima. Il team della bassa atesina dovette però aspettare il parere del Consiglio Federale della FISG per potersi iscrivere, parere che sarà poi favorevole, in virtù della necessità federale di dare agli atleti la possibilità di partecipare ai massimi livelli agonistici possibili.
Inizialmente alcune indiscrezioni davano vicine all'iscrizione anche la squadra austriaca dello Steelers Kapfenberg (già partecipante alla INL nella stagione 2014/15), ed il farm-team dei croati del Klub hokeja na ledu Medveščak, squadra iscritta in KHL, oltre ad altre due compagini slovene, HK Slavija Ljubljana e HK Celje, iscritte al pari dei connazionali dello Jesenice l'anno precedente in INL.

#### Nome
Per il nome del nuovo torneo inizialmente si era proposta la dicitura Inter Alps Hockey League, successivamente venne scelto il termine Alps Hockey League, in occasione dell'ufficializzazione della nascita della nuova Lega, presentata a Milano il 30 maggio 2016. La presentazione ufficiale venne invece programmata a Vienna il 13 settembre 2016.

#### Critiche
In Italia, diverse critiche vennero mosse nei confronti della nascita di questa nuova Lega: in primis da parte di alcuni club (Asiago e Cortina) che inizialmente avevano manifestato la volontà di rimanere a disputare la serie A italiana, riducendo il numero di stranieri mentre la creazione del nuovo campionato sovranazionale ebbe ampio consenso tra i club altoatesini promotori dello stesso, con conseguente malumore soprattutto della dirigenza del Cortina, che, al pari di altre società, non venne inizialmente coinvolta nel progetto. I due club veneti inoltre non volevano privarsi della possibilità di vincere lo scudetto, l'Asiago infine voleva delle garanzie sul livello del campionato dato che andava a delinearsi di fatto un allargamento di quella che sino all'anno precedente era la serie B austriaca. Inoltre in molti accusarono la FISG di un repentino cambio d'idea: solo due anni prima infatti, con una delibera d'urgenza, la Federazione italiana aveva invitato (o meglio, obbligato) le squadre italiane che nel 2013/14 avevano preso parte al torneo di Inter-National League di aderire invece al massimo campionato italiano, provvedimento che scontenterà alcune società e in seguito la stessa Federazione austriaca, convinta di aver siglato un accordo della durata di 3 anni con tali società mentre in questo caso la FISG viene accusata di lasciar partire per un torneo estero diverse squadre, senza intervenire come aveva fatto invece due anni prima. Ciò farà scoppiare una polemica coinvolgendo anche il Valpellice (squadra iscritta l'ultimo anno in serie A) che, a seguito dei costi del nuovo torneo per le trasferte, si sente tagliata fuori dai giochi. Per venire incontro alle richieste di alcune società poi, la FISG deciderà di assegnare il titolo di Campione d'Italia a una delle squadre iscritte in questo nuovo campionato, facendo nascere ulteriori polemiche soprattutto tra le compagini iscritte in serie B. Una mossa atta a placare gli animi sarà quella atta a far disputare la Coppa Italia solamente alle iscritte in Serie B ed in Serie C.

### Seconda stagione
Il campionato 2017/18 vide la conferma di tutte le partecipanti della prima stagione alle quali si aggiunse il team sloveno dell'Olimpija Lubiana che, a seguito degli alti costi di gestione della squadra principale di Lubiana nella EBEL, vide il team cittadino costretto a chiudere l'attività con la conseguente iscrizione in AHL della squadra satellite. A livello regolamentale invece, si decise di cambiare la formula rispetto alla stagione precedente (dopo la disputa della stagione regolare, leggermente modificata suddividendo le squadre in 4 gironi, anche la fase finale, per la qualificazione ai playoff, venne infatti modificata).

### Terza stagione
Ancora prima della disputa delle finali del torneo 2017-18, il Milano Rossoblu, squadra meneghina erede di importanti realtà hockeistiche, nel marzo 2018 annunciò la propria preiscrizione al torneo 2018-19, iscrizione poi perfezionata l'ultimo giorno utile nel maggio successivo. Pochi giorni dopo tale annuncio, lo Jesenice comunicava invece le proprie difficoltà all'iscrizione al campionato, iscrizione che tuttavia verrà perfezionata. Non si iscriverà alla terza stagione invece la formazione dell'Egna, a causa di problemi economici.

#### Prolungamento dei campionati
Durante la presentazione della terza stagione (l'ultima programmata dalla AHL) tenutasi a Bled nel settembre 2018, il presidente della federazione slovena annunciò l'interesse per prolungare i campionati per altre 4 stagioni. Due settimane dopo, in una riunione tra esponenti IIHF tenutasi a Malta, i presidenti delle federazioni austriaca, italiana e slovena, siglavano l'accordo di prolungamento della Lega per ben altre 6 stagioni, ossia fino alla stagione 2024-25.

### Quarta stagione
Nell'aprile 2019, durante le finali del torneo 2018-2019, il Merano, squadra reduce da due finali consecutive perse dei playoff del campionato di Serie B (oltre che della finale di coppa Italia 2019), annunciava la volontà di iscriversi al torneo 2019-20. Pochi giorni dopo venivano inoltre confermate le volontà dei Vienna Capitals e dei Black Wings Linz di schierare una seconda squadra al torneo, sull'esempio di quanto stavano facendo dal primo anno Salisburgo e Klagenfurt che oltre alla EBEL giocavano con una squadra giovanile anche in AHL. L'aumento delle compagini aveva inoltre portato alla proposta di dividere il campionato in due  conference. Il Merano tuttavia sceglierà in seguito di rimanere in Serie B e, sempre tra le squadre italiane, si dovrà registrare la defezione del Milano Rossoblu, che dopo un solo anno abbandonerà il torneo per problemi economici. Saranno invece confermate le presenze delle seconde squadre di Linz e di Vienna.
La Pandemia di COVID-19 del 2020 in Europa creò fin dal mese di febbraio problemi al regolare svolgimento del campionato, costringendo dapprima a disputare alcune partite a porte chiuse, poi al rinvio dei play-off, infine alla chiusura del campionato senza l'assegnazione del titolo, decisione che caratterizzerà pressoché tutte le discipline sportive a livello internazionale.

### Quinta stagione
Il numero di squadre iscritte in questa stagione scese di due unità rispetto all'anno precedente, ciò a seguito della defezione dei Vienna Capitals Silver (squadra B dei Vienna Capitals) che decisero di non iscrivere il team per l'incertezza determinata dalla pandemia di COVID-19; la squadra dell'EK Zell am See invece, venne esclusa dal board della AHL a causa delle dimissioni in blocco del consiglio di amministrazione della società austriaca.

### Sesta stagione
Già durante la conclusione della quinta stagione due società, Val Pusteria e Lubiana, annunciarono di aver perfezionato la richiesta di iscrizione in ICE Hockey League, la Lega di livello superiore, mentre subito dopo il termine del torneo annunciò l'iscrizione in AHL l'Hockey Club Merano Junior. Nei mesi precedenti gli sloveni del Triglav Kranj a loro volta avevano manifestato l'intenzione di iscriversi al campionato ma ad iscriversi saranno nuovamente gli austriaci dell'Ek Zell am See e dei Vienna Capitals B, usciti l'anno prima dal torneo. I Vienna Capitals firmeranno un accordo con il Graz 99ers.

### Settima stagione
Le squadre iscritte alla settima stagione scesero da 17 a 15: la seconda squadra di Vienna, i Vienna Capitals Silver, non si iscrissero mentre i campioni in carica dell'Asiago Hockey si iscrissero alla ICE Hockey League seguiti dal VEU Feldkirch che però cambiò nome in Pioneers Vorarlberg. A queste tre defezioni fece eco solamente l'iscrizione dell'Hockey Unterland Cavaliers, squadra di Egna-Ora che l'anno prima aveva vinto la Serie B e che si iscriverà nel massimo campionato italiano e conseguentemente anche in AHL (l'Hockey Club Neumarkt-Egna aveva già disputato due tornei di Alps Hockey League). Durante la presentazione del torneo, il presidente della AHL Marcello Cobelli dichiarò che per gli anni a venire la Lega si aspettava l'iscrizione di nuove formazioni soprattutto dall'Austria e dalla Slovenia.

### Ottava stagione
Sul finire del campionato 2022/23, il sito ufficiale della AHL annunciava che per l'ottava stagione le squadre sarebbero presumibilmente salite da 15 a 16: nonostante la defezione dello Jesenice che fece richiesta per giocare nuovamente in ICE Hockey League, la lega annunciava infatti che avevano fatto richiesta di iscrizione i connazionali dell'HK Celje oltre che la squadra B dei Vorarlberg Pioneers (altro team della ICE Hockey League). Dopo pochi giorni tuttavia, alcuni media riportavano il ritiro della domanda di iscrizione in ICEHL dello Jesenice non confermando però nemmeno l'iscrizione in AHL. Successivamente, il board della AHL deciderà di ammettere nel campionato lo Jesenice, che decise di rimanere nel campionato, nonostante la domanda di iscrizione arrivata in ritardo. Non venne concretizzata neppure l'iscrizione della seconda squadra dei Pioneers, portando nuovamente il numero di iscritti a 16.

### Nona stagione
Allo scadere delle iscrizioni, fissata per il 16 febbraio 2024, la lega rese noto che delle sedici squadre iscritte al campionato 2023-24, quattordici avevano perfezionato l'iscrizione al torneo successivo: avevano rinunciato il Lustenau e la seconda squadra del KAC, il KAC Future Team, che partecipavano alla lega fin dalla prima stagione. Aveva invece presentato domanda di iscrizione il KHL Sisak, prima volta per una squadra croata: il direttivo della lega si prese alcune settimane di tempo per analizzare la richiesta. A metà marzo tuttavia, anche i Fassa Falcons annunciarono la decisione di non iscrivere la squadra al torneo successivo.
A metà aprile venne confermata la presenza dei croati del Sisak, che garantirono quindi la presenza di 14 squadre iscritte al torneo 2024-25. Contestualmente venne annunciata una nuova formula di gioco: una regular season con un totale di 39 partite (3 scontri contro ogni club) al termine della quale le prime 5 si garantiranno un posto nei playoff mentre le classificate dal sesto all'undicesimo posto si disputeranno i restanti tre posti per la griglia playoff.
A sorpresa, il 30 luglio 2024 la seconda squadra del Linz annunciò che, per motivi economici, non avrebbe preso parte al torneo, lasciando così iscritte solamente 13 compagini.

#### Verso la nascita di un nuovo campionato austriaco di livello inferiore alla AHL
A metà settembre 2024, considerata anche la defezione di alcuni team dalla AHL, la Federazione austriaca annunciava la volontà di creare un nuovo campionato nazionale di livello inferiore alla AHL per favorire l'iscrizione a tale campionato alle squadre che ritenevano non più sostenibile la loro presenza in AHL dal punto di vista finanziario e degli impegni dei giocatori.

### Decima stagione
A fine gennaio 2025, poco prima delle scadenze per l'iscrizione alla stagione successiva, l'Hockey Club Merano diramò un comunicato di accusa nei confronti degli organizzatori della lega, sottolineando in particolare le difficoltà dei vari club dovute al continuo aumento dei costi e la mancata trasparenza dei vertici della lega alle varie perplessità evidenziate da alcune squadre in merito all'ampliamento dell'organico e ad altre tematiche.
Pochi giorni dopo, allo scadere delle iscrizioni, 12 club su 13 confermarono la propria presenza per la stagione 2025-26: la squadra dell'Unterland Cavaliers annunciò infatti il proprio ritiro dal campionato. Tuttavia , a iscrizioni chiuse da tempo, alla fine del mese di marzo la squadra di Egna tornò sui propri passi e chiese di poter iscriversi anche al campionato successivo, ricevendo un primo parere positivo da parte dei vertici della lega. Sul finire del mese di aprile invece, si prospettò il ritorno nel campionato anche dell'Asiago, squadra che a sorpresa era stata estromessa dal campionato di livello superiore, la ICE Hockey League, iscrizione che verrà poi confermata il 2 maggio 2025. All'inizio di giugno, quando erano ormai certe le 14 iscrizioni, l'HC Celje annuncerà la propria uscita dal torneo a causa di difficoltà economiche.

## Regolamento

### Iscrizione
All'atto dell'iscrizione, ogni società dovrà versare una fideiussione annuale per coprire i costi organizzativi. Inoltre le società dovranno garantire la partecipazione al torneo per almeno 5 anni. Per la prima stagione di AHL, il termine utile per presentare adesione al torneo, venne fissato nel 15 di giugno.

### Giustizia sportiva
La giustizia sportiva viene gestita dal DOPS austriaco. L'organo di giustizia sportiva può utilizzare, ai fini di sanzione, gli atti di indagine provenienti dalle riprese video.

### Sistema a punti
Ogni team può mettere sotto contratto un massimo di 4 giocatori di nazionalità straniera. L'AHL si basa poi su un sistema a punti simile alla EBEL, con ogni squadra che ha a disposizione un massimo di 16 punti (l'obiettivo è quello di incentivare lo schieramento di giovani giocatori locali).

## Formula
La stagione è divisa in tre fasi: stagione regolare, fase di qualificazione ed infine i playoff.

## Squadre
La Lega è composta attualmente da 13 squadre provenienti da 4 diversi Paesi (Austria, Slovenia, Croazia ed Italia). 
| Squadre iscritte in AHL                      | Squadre iscritte in AHL | Squadre iscritte in AHL | Squadre iscritte in AHL  | Squadre iscritte in AHL      | Squadre iscritte in AHL | Squadre iscritte in AHL | Squadre iscritte in AHL | Squadre iscritte in AHL |
| Club                                         | Paese                   | Regione                 | Città                    | Arena                        | Capacità                | Campionati AHL giocati  | Campionati AHL vinti    |                         |
| -------------------------------------------- | ----------------------- | ----------------------- | ------------------------ | ---------------------------- | ----------------------- | ----------------------- | ----------------------- | ----------------------- |
| EC Red Bull Salzburg 2                       | Austria                 | Salisburghese           | Salisburgo               | Eisarena Salzburg            | 3.200                   | 9                       |                         |                         |
| EC Kitzbühel                                 | Austria                 | Tirolo                  | Kitzbühel                | Sportpark Kapserbrücke       | 1.700                   | 9                       |                         |                         |
| EHC Bregenzerwald                            | Austria                 | Vorarlberg              | Dornbirn                 | Messestadion Dornbirn        | 4.270                   | 9                       |                         |                         |
| EK Zell am See                               | Austria                 | Salisburghese           | Zell am See              | Eishalle Zell am See         | 3.200                   | 8                       |                         |                         |
| KHL Sisak                                    | Croazia                 | Sisak e Moslavina       | Sisak                    | Ledena dvorana Zibel         | 1.960                   | Esordiente              |                         |                         |
| HC Merano                                    | Italia                  | Trentino-Alto Adige     | Merano                   | MeranArena                   | 3.000                   | 4                       |                         |                         |
| Ritten Sport                                 | Italia                  | Trentino-Alto Adige     | Collalbo                 | Arena Ritten                 | 1.200                   | 9                       | 2                       |                         |
| WSV Sterzing Broncos                         | Italia                  | Trentino-Alto Adige     | Vipiteno                 | Weihenstephan Arena          | 1.700                   | 9                       |                         |                         |
| HC Gherdëina                                 | Italia                  | Trentino-Alto Adige     | Selva di Val Gardena     | Pranives                     | 2.000                   | 9                       |                         |                         |
| Hockey Unterland Cavaliers                   | Italia                  | Trentino-Alto Adige     | Egna                     | WürthArena                   | 1.200                   | 3                       |                         |                         |
| SG Cortina                                   | Italia                  | Veneto                  | Cortina d'Ampezzo        | Stadio Olimpico del Ghiaccio | 2.700                   | 9                       |                         |                         |
| HDD Jesenice                                 | Slovenia                | Alta Carniola           | Jesenice                 | Športna dvorana Podmežakla   | 5.500                   | 9                       | 1                       |                         |
| HK Celje                                     | Slovenia                | Savinjska               | Celje                    | Mestni Park                  | 700                     | 2                       |                         |                         |
| Altre squadre che hanno partecipato alla AHL |                         |                         |                          |                              |                         |                         |                         |                         |
| Club                                         | Paese                   | Regione                 | Città                    | Arena                        | Capacità                | Campionati AHL giocati  | Campionati AHL vinti    |                         |
| HC Neumarkt                                  | Italia                  | Trentino-Alto Adige     | Egna                     | WürthArena                   | 1.200                   | 2                       |                         |                         |
| Milano Rossoblu                              | Italia                  | Lombardia               | Milano                   | Stadio del ghiaccio Agorà    | 4.000                   | 1                       |                         |                         |
| HK Olimpija                                  | Slovenia                | Slovenia Centrale       | Lubiana                  | Hala Tivoli                  | 5.600                   | 4                       | 2                       |                         |
| HC Val Pusteria                              | Italia                  | Trentino-Alto Adige     | Brunico                  | Rienzstadion                 | 2.050                   | 5                       |                         |                         |
| Asiago Hockey                                | Italia                  | Veneto                  | Asiago                   | Hodegart                     | 3.000                   | 6                       | 2                       |                         |
| VEU Feldkirch                                | Austria                 | Vorarlberg              | Feldkirch                | Vorarlberghalle              | 5.200                   | 6                       |                         |                         |
| Vienna Capitals Silver                       | Austria                 | Vienna                  | Vienna                   | Albert-Schultz-Eishalle      | 7.000                   | 2                       |                         |                         |
| EHC Lustenau                                 | Austria                 | Vorarlberg              | Lustenau                 | Rheinhalle                   | 2.200                   | 8                       |                         |                         |
| EC KAC 2                                     | Austria                 | Carinzia                | Klagenfurt am Wörthersee | Stadthalle Klagenfurt        | 5.088                   | 8                       |                         |                         |
| HC Fassa                                     | Italia                  | Trentino-Alto Adige     | Canazei                  | Gianmario Scola              | 3.500                   | 8                       |                         |                         |
| Steel Wings Linz                             | Austria                 | Alta Austria            | Linz                     | Linzer Eissporthalle         | 4.863                   | 5                       |                         |                         |

## Albo d'oro
| Stagione | Campione AHL                                     | Serie                                            | Finalista                                        |
| 2016-17  | Ritten/Renon                                     | 4-1                                              | Asiago Hockey                                    |
| 2017-18  | Asiago Hockey                                    | 4-3                                              | Ritten Sport                                     |
| 2018-19  | HK Olimpija                                      | 4-3                                              | Val Pusteria                                     |
| 2019-20  | Titolo non assegnato per la pandemia di COVID-19 | Titolo non assegnato per la pandemia di COVID-19 | Titolo non assegnato per la pandemia di COVID-19 |
| 2020-21  | HK Olimpija                                      | 3-0                                              | Asiago Hockey                                    |
| 2021-22  | Asiago Hockey                                    | 3-2                                              | Jesenice                                         |
| 2022-23  | Jesenice                                         | 4-2                                              | Cortina                                          |
| 2023-24  | Ritten/Renon                                     | 4-0                                              | Cortina                                          |
| 2024-25  | EK Zell am See                                   | 4-1                                              | Jesenice                                         |

### Titoli per squadra
| Club           | Titoli | Anni             |
| -------------- | ------ | ---------------- |
| HK Olimpija    | 2      | 2018-19, 2020-21 |
| Asiago Hockey  | 2      | 2017-18, 2021-22 |
| Ritten Sport   | 2      | 2016-17, 2023-24 |
| HDD Jesenice   | 1      | 2022-23          |
| EK Zell am See | 1      | 2024-25          |